# Sartaguda
Sartaguda és un municipi de Navarra, a la comarca de Ribera del Alto Ebro, dins la merindad d'Estella. Limita amb Lodosa a l'oest, Cárcar al nord i est, Andosilla a l'est i La Rioja al sud.

## Demografia
| Evolució demogràfica                                 | Evolució demogràfica | Evolució demogràfica | Evolució demogràfica | Evolució demogràfica | Evolució demogràfica | Evolució demogràfica | Evolució demogràfica | Evolució demogràfica | Evolució demogràfica | Evolució demogràfica |
| 1996                                                 | 1998                 | 1999                 | 2000                 | 2001                 | 2002                 | 2003                 | 2004                 | 2005                 | 2006                 | 2007                 |
| ---------------------------------------------------- | -------------------- | -------------------- | -------------------- | -------------------- | -------------------- | -------------------- | -------------------- | -------------------- | -------------------- | -------------------- |
| 1 376                                                | 1 342                | 1 364                | 1 357                | 1 350                | 1 338                | 1 334                | 1 349                | 1 340                | 1 395                | 1 412                |
| Fonts: Sartaguda i Institut d'Estadística de Navarra |                      |                      |                      |                      |                      |                      |                      |                      |                      |                      |